# Comarca de Cassilândia
A Comarca de Cassilândia é uma comarca brasileira localizada no estado de Mato Grosso do Sul, a 400 quilômetros da capital.

## Generalidades
Sendo uma comarca de segunda entrância, tem uma superfície total de 3.649,830 km², o que totaliza 0,1% da superfície total do estado. A povoação total da comarca é de 21 mil habitantes, aproximadamente 1% do total da povoação estadual, e a densidade de povoação é de 5,73 habitantes por km².
A comarca inclui apenas o município de Cassilândia e limita-se com as comarcas de Chapadão do Sul, Inocência e Paranaíba
Economicamente possui PIB de R$ 329 310 000,00 e PIB per capita de R$ 15 732,37